# Mount Balchen (Antarktika)
Mount Balchen ist ein 3085 m hoher Berg in der antarktischen Ross Dependency. Er ragt 10 km östlich des Gipfels des Mount Fridtjof Nansen in der Herbert Range des Königin-Maud-Gebirges auf.
Die Südgruppe der New Zealand Geological Survey Antarctic Expedition (1961–1962) benannte ihn nach dem norwegischen Polarforscher Bernt Balchen (1899–1973).